# Соколов, Василий Александрович (священномученик)
Василий Александрович Соколов (1868 год, село Старая Слобода, Александровский уезд, Владимирская губерния — 26 мая 1922, Москва) — священник, святой Русской православной церкви, причислен к лику святых как священномученик в 2000 году для общецерковного почитания.

## Биография
Родился в семье диакона Александра Соколова. Окончил Спасо-Вифанскую духовную семинарию.
- С 1 октября 1888 года по 4 декабря 1890 года — Учитель церковно-приходской Закубежской школы Александровского уезда.
- 16 декабря 1890 года — рукоположен в сан священника к Христорождественской церкви села Пустого Переяславльского уезда Владимирской губернии.
- 1891—1906 — заведующий и законоучитель церковно-приходской школы.
- 1906—1910 — учёба в Московской духовной академии.
- С 26 декабря 1910 года — служит в церкви Святителя Николы Явленнаго на Арбате.

## Арест и мученическая кончина
В апреле 1922 года был арестован по «делу об изъятии церковных ценностей» вместе со священниками Христофором Надеждиным, Александром Заозерским, иеромонахом Макарием (Телегиным) и мирянином Сергеем Тихомировым. На допросе виновным себя в агитации против изъятия церковных ценностей не признал.
Расстрелян 26 мая 1922 года. Похоронен на Калитниковском кладбище в Москве.

## Канонизация
Причислен к лику святых новомучеников и исповедников Российских для общецерковного почитания Деянием Юбилейного Архиерейского Собора Русской Православной Церкви, проходившего 13—16 августа 2000 года в г. Москве.
День памяти: 13/26 мая и в Соборе новомучеников и исповедников Российских.

## Труды
- Соколов, Василий Александрович. Леонтий Византийский: его жизнь и литературные труды / А. Р. Фокин. — Леонтий Византийский: сборник исследований. — М., 2006. — С. 10-458. — 2000 экз. — ISBN 5-9622-0013-6.